# 3224 Иркутск
3224 Иркутск (енгл. 3224 Irkutsk) је астероид главног астероидног појаса. Приближан пречник астероида је 31,12 ,
а средња удаљеност астероида од Сунца износи 2,785 астрономских јединица (АЈ).
Инклинација (нагиб) орбите у односу на раван еклиптике је 4,307 степени, а орбитални период износи 1698,102 дана (4,649 године). Ексцентрицитет орбите астероида износи 0,165.
Апсолутна магнитуда астероида износи 11,30 а геометријски албедо 0,055.
Астероид је откривен 11. септембра 1977. године.